# Xiphicera gallinacea
Xiphicera gallinacea är en insektsart som först beskrevs av Johan Christian Fabricius 1793.  Xiphicera gallinacea ingår i släktet Xiphicera och familjen Chorotypidae. Inga underarter finns listade i Catalogue of Life.